# Hacienda colonial

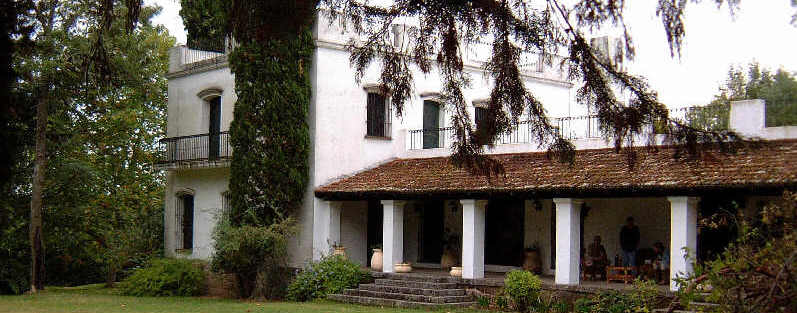
Hacienda en Uruguay.

La hacienda es una forma de organización económica típica del sistema español de ultramar, que se mantuvo en Iberoamérica poco más de un siglo después de abolición de los señoríos en España, específicamente hasta las reformas agrarias de la segunda mitad del siglo XX. El término se utiliza para describir un latifundio de producción mixta agrícola-ganadera. Como modelo de organización agropecuaria y social, procede de la hacienda andaluza, cuyo modelo se empleó en América a partir de mediados del siglo XVI y aumentó su importancia en la economía colonial a principios del siglo XVII.

## Antecedentes
El sistema de la hacienda de Hispanoamérica se remonta en general a la crisis de la institución de la encomienda y a las estancias ganaderas que en casi todas las regiones tuvieron un momento de apogeo en el siglo XVII. La «encomienda» tuvo un desarrollo diferenciado en las distintas regiones. Así, en algunas partes de Nueva España, ya a mediados del siglo XVI se empezó a reemplazar por el sistema del repartimiento de indios, mientras que en otras se mantuvo hasta fines del siglo XVIII. Ambos sistemas de explotación conllevaban un trabajo semiforzado, con carácter de servicios personales el de la encomienda, y con carácter de adjudicación rotativa de contingentes de trabajadores a determinados empresarios coloniales, el del repartimiento. A fin de poder utilizar a los indios como mano de obra en las incipientes explotaciones agrícolas iniciadas en las tierras provenientes de las mercedes de tierras, se comenzó a sacarlos de sus ámbitos de residencia naturales y a trasladarlos a los propios predios. «La estancia, como unidad productiva, surgió de la explotación de las mercedes de tierras, la cual se orientó en un principio a la producción de carnes para satisfacer las necesidades de los españoles». La disminución de la población indígena había significado una baja en las entradas por tributos para los encomenderos, además de dificultades en el abastecimiento de víveres para las ciudades, lo que llevó a que las encomiendas ya no se utilizaran solo para apropiarse del excedente de producción de los indios, sino que estos se utilizaran regularmente como fuerza de trabajo. Además, obligó paulatinamente a diversificar la producción estanciera, tendiendo en forma gradual a la producción de ganado, cereales, y otros productos de relevancia regional. Se iniciaba así un largo proceso de transición desde la estancia hacia la hacienda, caracterizado por la concentración de las mejores tierras, el acaparamiento del agua de regadío, la sujeción de los indígenas al predio y la utilización de esclavos, principalmente africanos, pero también de entre los «indios de guerra».

## Historia
La hacienda era una propiedad agrícola operada por un terrateniente que dirige y una fuerza de trabajo que le está supeditada, organizada para aprovisionar un mercado de pequeña escala por medio de un capital pequeño, y donde los factores de producción se emplean no sólo para la acumulación de capital; sino también para sustentar las aspiraciones del status del propietario». Sin perjuicio de esta definición clásica, en ciertas regiones y determinados períodos, la producción hacendal bien podía estar orientada principalmente a la exportación, como asimismo el aspecto del estatus social podía estar notoriamente ausente, como en el caso de las posesiones eclesiásticas.Del mismo modo, en ciertas regiones y determinados períodos, la economía de la hacienda exhibió rasgos de autarquía o «economía cerrada», en todo lo que podía proveer y que no tocara a sus productos principales. En estos casos, las haciendas se constituyeron «como unidades productivas abiertas orientadas hacia una economía de mercado y al mismo tiempo como unidades productivas cerradas al beneficiarse.
La hacienda tuvo su origen en la sustitución del tributo en especies, como forma de aprovisionamiento de los colonos, por una producción específica destinada a satisfacer las necesidades de los europeos, así como de la propia fuerza laboral agrícola, ganadera y minera. Ciertas órdenes religiosas, como los mercedarios y los jesuitas, desempeñaron un papel destacado en el perfeccionamiento de este tipo de organización económica. En la hacienda se emplearon diferentes formas de mano de obra, combinando la fuerza de trabajo esclava, los restos del régimen de repartimiento, mano de obra asalariada libre (peonaje), así como diferentes tratos de arriendo (inquilinaje) y de aparcería.  

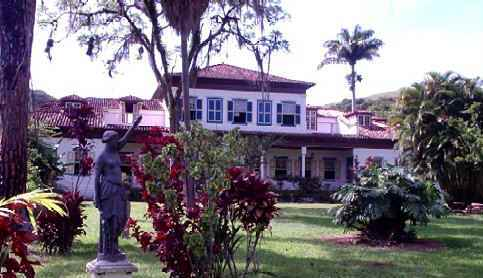
Hacienda en Brasil.

El propietario de una hacienda era generalmente llamado «hacendado». Aparte del pequeño círculo en la elite de la sociedad de la hacienda, el resto eran conocidos como «peones» (trabajadores de a pie («pe») o montados (gauchos). Los peones trabajaban la tierra que pertenecía al patrón. Los «campesinos» aparceros trabajaban en minifundios y donaban una porción de su producto al patrón. La economía del siglo XVIII era principalmente un sistema de trueque, por lo que poca moneda circulaba en la hacienda. Donde la hacienda incluía minas en funcionamiento, como en México, el patrón podía ser inmensamente rico.

## Particularidades regionales

### En el Virreinato de Nueva España
Al analizar la transformación económica asociada a la colonialización de México, Florescano enumera sus factores en el orden siguiente:
- los granos europeos, principalmente el trigo;
- la caña de azúcar;
- la demanda de productos tropicales, como el tabaco, el cacao, el índigo, el añil, el palo tinte y otras plantas;
- la prodigiosa multiplicación de las vacas, caballos, ovejas, cabras, cerdos, muías y burros; y finalmente
- el fraile evangelizador, sumamente activo en la introducción y adaptación de plantas y animales, de las técnicas agrícolas y de regadío.

Inicialmente, pocos conquistadores se interesaron por las empresas agrícolas, muchas veces abandonándolas al preferir otras más lucrativas. Hernán Cortés, queriendo fomentar la agricultura y los deslindes de las propiedades, «dispuso el reparto de terrenos llamados 'peonías', a todos los soldados de a pie que habían participado en la conquista, y 'caballerías' a los que habían combatido a caballo». Siguiendo la tradición de la Reconquista en España, los cabildos de los nuevos pueblos y villas pudieron conceder mercedes de tierras a todos los que quisieran asentarse en ellas permanentemente. «Este fue el modelo que se adoptó en la fundación, en abril de 1531, de Puebla de los Ángeles, que fue el primer pueblo de agricultores donde se aró y cultivó la tierra sin indios de encomienda».
En la segunda mitad del siglo XVI el interés de los españoles por la tierra y las actividades agrícolas aumentó radicalmente. El período estuvo marcado por el auge del sistema de concesión de mercedes y la fundación de pueblos de indios. El cambio radical del uso de la tierra por efecto de la extensión de la ganadería llevó a la formación de gran número de estancias ganaderas, explotaciones agrícolas que aún no tenían las características del latifundio y la hacienda posteriores. La concesión de tierras a gran número de nuevos colonos dio origen a un nuevo grupo de propietarios agrícolas que entró en conflicto con los grandes encomenderos originales, disputándose la tierra, los mercados y la mano de obra.

Durante la segunda mitad del siglo XVI también se verificó un cambio profundo en relación con la mano de obra. Mientras los encomenderos no modificaron el sistema aborigen de producción preexistente y se limitaron a beneficiarse por el trabajo forzado que los encomendados debían realizar por períodos preestablecidos en beneficio personal del encomendero, en lugar de la renta en tributos proporcionada por los indígenas la explotación agrícola y ganadera naciente le ofrecía a la corona una renta en moneda, mientras requería una mano de obra fija y permanente que la encomienda no podía proporcionar. Inicialmente, los nuevos empresarios agro-ganaderos recurrieron a la esclavitud, tanto de indios como de africanos. Después de la prohibición de la esclavitud de los indios en 1548 y más aún al desplomarse la población india a partir de 1570, los esclavos provenientes de África fueron los trabajadores permanentes que la economía agraria necesitaba. Sin embargo, para comienzos del siglo XVII, en toda Nueva España el número total de esclavos africanos no superaba en mucho a los 100000. Ellos formaban el núcleo de la fuerza de trabajo permanente. Pero las actividades del agro no habrían podido desarrollarse sin contar con una gran cantidad de trabajadores temporeros, que sólo podían ser indios. A fin de liberar este recurso y terminar con el monopolio que dominaba la mano de obra, en 1549 la corona decretó la abolición de los servicios personales de la encomienda. En 1550 se implantó un sistema sustitutivo, denominado «repartición» o «coatequitl», según el cual los indios tenían la obligación de trabajar a jornal en las explotaciones españolas. Esta obligación se extendía a entre un 2 y un 4% de la mano de obra activa durante el año, y hasta a un 10% en períodos de cosecha u otras labores intensas. A fin de reforzar esta obligación, las autoridades coloniales dispusieron que los tributos deberían pagarse en dinero o en granos, como otra manera de fomentar el trabajo asalariado en minas, haciendas y servicios públicos.

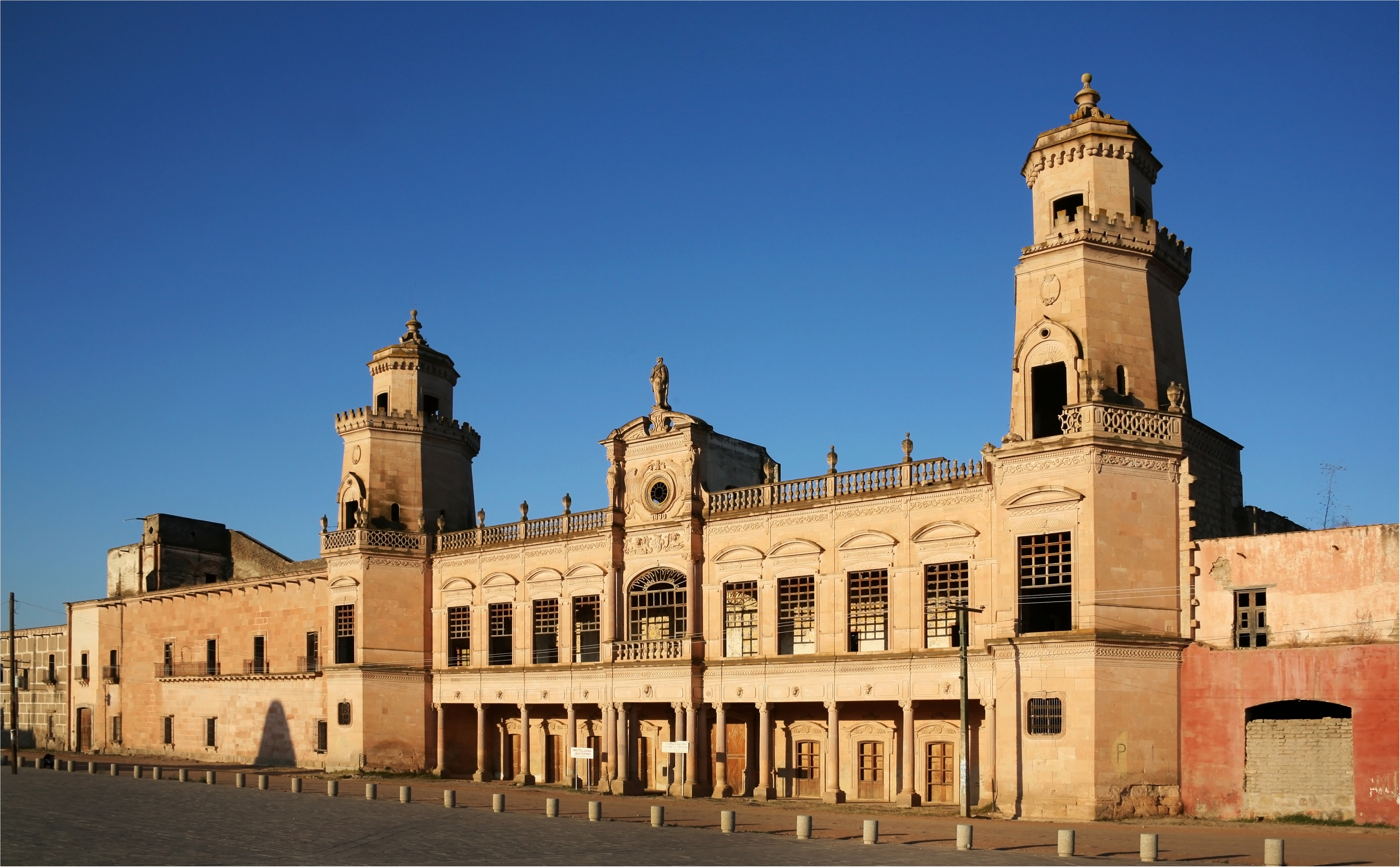
Casa Hacienda Jaral de Berríos, Guanajuato, México.

Los pueblos de indios asumieron la función de reproducir y suministrar la fuerza laboral para las empresas españolas. A la vez, la transferencia masiva de trabajadores redujo la capacidad de autosostenimiento de las comunidades indígenas. Se creó así una dependencia de los bienes producidos por la economía española y se incrementó el mercado para estos. Pero además, las comunidades empezaron a tener que producir también para el mercado, a fin de poder responder a la exigencia de tributos en dinero. Alrededor del 1600, los nuevos empresarios agrícolas empezaron a oponerse a la «repartición» forzosa de los trabajadores indígenas y exigieron el derecho a contratarlos en un mercado libre de trabajo. Necesitaban más trabajadores para dar abasto a la nueva demanda de productos agropecuarios que las comunidades indígenas ya no podían satisfacer. Comenzaron a retenerlos en sus propiedades y a pagarles un jornal. Finalmente, en 1632, la corona suprimió el repartimiento forzoso de trabajadores agrícolas y aprobó su contratación voluntaria como asalariados, decisión que favoreció a ls grandes propietarios que tenían los recursos financieros como para atraer a los trabajadores, el recurso más escaso, por medio del adelanto de ropa y dinero. A partir de 1630, estos nuevos asalariados comenzaron a residir y reproducirse en el territorio mismo de la propiedad (lo que no había ocurrido antes), y se constituyó lo que en Nueva España se denominó «peonaje encasillado» (ver peonaje). Se había constituido la «hacienda» como forma económica.
Este nuevo sistema hizo perder poder a la corona, que perdía la facultad de distribuir, a través de sus funcionarios, la mano de obra. Además dejó sin protección alguna a los trabajadores en manos de los hacendados, que en sus territorios se convirtieron en amos, jueces, legisladores y poder policial. La hacienda ya no era un mero terreno, en calidad de «tierra de labor» o de «estancia ganadera», y pasaba a ser una unidad de producción y reproducción independiente, un territorio permanentemente habitado, con recursos para la preparación de la producción y para el procesamiento y almacenamiento de sus productos, con instalaciones dedicadas a la producción y mantención de herramientas, y considerables recursos habitacionales, los que, aparte de las chozas para los trabajadores, incluían por primera vez viviendas para los propietarios y administradores.
Sin embargo, el peonaje así inaugurado no logró asegurar una disponibilidad suficiente y permanente de trabajadores, puesto que no existía aún un real mercado de trabajo. Conspiraba en contra de su formación el hecho de que los indios sedentarios que podían integrarlo disponían de sus propios medios de subsistencia en los marcos de la comunidad indígena. El poder solucionó este problema a través del desplazamiento forzoso de grupos de indios a regiones alejadas de sus comunidades, así como por medio de la adquisición de esclavos africanos o la esclavización de indios nómadas. El desarraigo y el mestizaje étnico y cultural dieron origen a un amplio sector de la población sin una posición estable entre el grupo de los españoles y el de los indios. Este sector de la población, caracterizado por una gran movilidad laboral, fue objeto en Nueva España del «peonaje por deudas», consistente en adelantar dinero y ropa a cuenta del futuro jornal. Los avances en dinero o artículos se convirtieron en una práctica sostenida y el endeudamiento en la forma más habitual en la que los hacendados mantenían a sus trabajadores entrampados, retenidos y atados a la hacienda.
Si bien el trabajo asalariado y el peonaje por deudas resolvían las necesidades de trabajadores permanentes para la hacienda, el gran problema era el de disponer de un número suficiente de jornaleros estacionales para las temporadas de siembra, escarda y cosecha. En el siglo XVII, este problema fue resuelto por los hacendados del Bajío mediante el arrendamiento de parte de sus tierras a los campesinos, comprometiéndose estos, como parte del trato, a trabajar para la hacienda durante los períodos estacionales intensivos. Esta solución (ver inquilinaje) que en Nueva España se denominó «arrimados» o «terrazgueros», implicaba que el hacendado usaba su recurso más abundante, la tierra, para atraer el recurso más escaso, los jornaleros temporeros, y evitaba tener que movilizar dineros para el pago de jornales. Se agregaban las compensaciones en especie, las raciones suplementarias, el permiso de ocupar una vivienda o una pequeña parcela para que la explotase el propio trabajador. En la retención de los trabajadores jugaban un rol también otros mecanismos compulsivos, como el compromiso de parte del hacendado de pagar el tributo anual de la mano de obra residente, o lo que los trabajadores le debieran al cura por concepto de matrimonios, bautizos o defunciones, a camio de lo cual estos le debían trabajo. Igualmente se empleó la retención de las retribuciones pactadas en dinero, junto a la negativa de los empresarios a liquidar las deudas contraídas con los operarios, las manipulaciones de los libros de raya, así como los acuerdos de las autoridades con los caciques para retener a los trabajadores.

Las haciendas mixtas, agrícolas y ganaderas, surgieron con el objetivo de abastecer a los mercados mineros y urbanos, primeramente el de la capital Ciudad de México. En cada región, la producción agrícola estaba condicionada no solo por el área cultivada, sino también por las frecuentes y fuertes oscilaciones climáticas. «Teniendo en cuenta que Nueva España dependía exclusivamente de la producción agrícola interna para satisfacer sus necesidades, las abismales fluctuaciones cíclicas determinaron el volumen de la oferta, las características de la demanda, el nivel y fluctuación de los precios y la estructura del mercado de los productos de primera necesidad: maíz, trigo y carne». En los años de buena cosecha, pese a que los hacendados intentaban frenar las ventas, la abundante oferta de granos por parte de los pequeños y medianos agricultores hacía que los precios de derrumbaran. A la vez, disminuía la demanda, ya que una bena parte de la población podía contar con sus propios cereales. Una buena cosecha significaba abundancia, bajos precios y contracción del mercado a consecuencia del autoconsumo. En cambio, en los períodos intercalados de condiciones climáticas desfavorables, las tierras fértiles, irrigadas, fertilizadas y sembradas con las mejores semillas eran siempre las menos perjudicadas, mientras que las tierras cultivadas por los indios y los pequeños agricultores tocaban la peor parte del desastre. En esos años, los más perjudicados se apuraban en llevar al mercado lo que hubieran podido salvar de sus cosechas, a finde pagar tributos, deudas o créditos adquiridos, mientras que los grandes hacendados retenían sus cosechas y no las llevaban al mercado sino cuando ya los precios alcanzaran su nivel más alto. El autoconsumo prácticamente desaparecía y la mayor parte de la población se convertía en consumidora neta, al revés de lo que ocurría en los años de bonanza. «Los grandes hacendados obtenían sus mayores beneficios precisamente en las épocas en que la mayor parte de la población sufría los estragos de la carestía, el hambre y la desocupación».

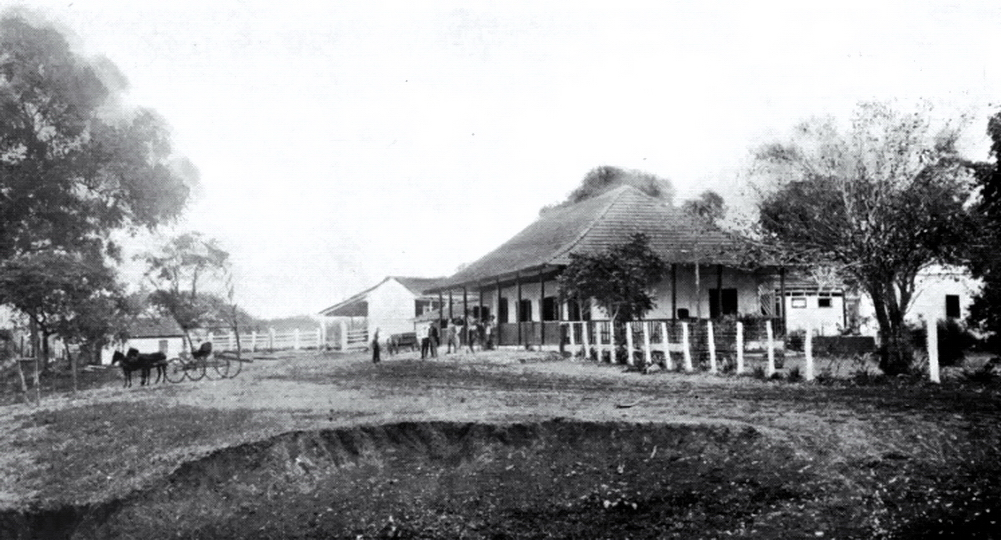
Casa de Hacienda, México 1918

Para enfrentar los problemas asociados a las fluctuaciones de las cosechas, a lo reducido de los mercados y a la oferta abundante y barata de los productores indígenas y los pequeños campesinos, la hacienda elaboró estrategias que definieron sus características como unidad de producción. El objetivo de la hacienda como empresa era lograr un excedente neto (producto bruto menos autoconsumo y menos la inversión para renovar su capacidad productiva). Esto equivalía a aumentar la producción comercial y ampliar la gama de productos necesarios para la propia producción y el autoconsumo. Se trataba de aumentar las ventas y reducir en lo posible la compra de insumos. Con el fin de enfrentar los altos y bajos en las condiciones de producción y comercialización, los hacendados buscaron ampliar y diversificar las tierras (de regadío, estacionales, de pastoreo) y demás recursos naturales (agua, bosques, canteras) a su disposición, para llevar a cabo una economía más equilibrada. Así, los campos más fértiles y mejor irrigados se dedicaban a la producción comercial (azúcar, maíz, trigo, agave, ganado), otros al autoconsumo (maíz, frijol, chile) y el resto se dejaba en barbecho. También se explotaban los demás recursos como bosques, hornos de cal o canteras. Con esta diversificación lograban reducir a un mínimo las compras del exterior, y aumentar la variedad de opciones posibles ante fluctuaciones e imprevistos. El criterio permanente era reducir a un mínimo los gastos en dinero y a la vez aumentar los ingresos monetarios mediante la venta directa en el mercado. Las haciendas coloniales tendían a ser autosuficientes en una amplia gama de productos. Aparte de ser autosuficientes en productos agrícolas y ganaderos, las grandes propiedades y aquellas pertenecientes a órdenes religiosas poseían talleres de carpintería y de herrería, fábricas de jabón, curtiembres y talleres artesanales varios, los llamados «obrajes».
La inhabitual hacienda jesuita de Santa Lucía, grande y rentable, cerca de México, establecida en 1576 y hasta la expulsión de la Compañía de Jesús en 1767, ha sido reconstruida por Herman W. Konrad (1980) a partir de fuentes de archivo, revelando la naturaleza y operaciones del sistema de haciendas en México, sus esclavos, su sistema de tenencia de la tierra, los trabajos de su aislada, completa e interdependiente sociedad.
En Yucatán, México, aunque posteriores a la época colonial, son famosas las haciendas henequeneras que cobraron auge en la segunda parte del siglo XIX y principios del XX, porque en ellas se gestó y desarrolló la agroindustria del henequén que dio impulso económico determinante al estado de Yucatán y a la región peninsular en su conjunto, particularmente durante tal época finisecular. La riqueza producida por estas unidades productivas ayudó a financiar las campañas bélicas del ejército Constitucionalista, comandado por Venustiano Carranza durante la etapa inicial de la revolución mexicana, gracias a la intervención del general Salvador Alvarado en el gobierno de Yucatán. Muchas de estas haciendas han sido convertidas en lujosos hoteles que atraen al turismo y le muestran con elegancia su gloria pasada.
En México las haciendas fueron abolidas sobre el papel en 1917, durante la revolución mexicana, pero restos poderosos del sistema todavía hoy afectan al país.

### En los territorios insulares del Caribe
En Cuba, como en todas las colonias españolas, se dio la misma secuencia de «trabajo forzado indígena» inicial, sustituido por el sistema de la encomienda, exterminio de la población indígena y su substitución, como fuerza de trabajo, por esclavos.
Hasta comienzos del siglo XVII, en Cuba imperaba la primitiva hacienda ganadera basada en el aprovechamiento de pastos naturales y la apropiación del ganado cimarrón. Se trataba de enormes haciendas ganaderas, denominadas en Cuba «hatos» y «corrales», en terrenos «mercedados» entre un grupo de fieles servidores del Rey, la llamada oligarquía de hateros, que controlaba la exportación de cueros y el suministro de carnes a las ciudades, mientras políticamente controlaba los cabildos en las localidades. 
En la región del occidente de Cuba, las nuevas alternativas de desarrollo generadas a finales del siglo XVI, principios del XVII (ver Historia de Cuba#Los Borbones y Cuba), con la designación de La Habana como puerto-escala de las Flotas y Armadas con la consiguiente población flotante, a las que había que abastecer, dieron inicio a una producción agraria de tipo mercantil, que se desarrolló en minifundios llamados «estancias de labor». En Cuba, entonces, se llamó «estancia» a unos predios agrarios y también mixtos, agrícola-ganaderos, de limitada extensión, en los que brotaron las explotaciones de tipo comercial del siglo XVII, con plantaciones de tabaco y de cañaverales. Existe documentación de diversos casos en que el hacendado ganadero fue incorporando a sus actividades el cultivo del tabaco o del azúcar, en forma paralela a su gestión primitiva, al combinar las ventas de cueros, carne salada y ganado en pie, con la producción agraria especializada de tipo mercantil. La penetración de los cultivos de tabaco y de azúcar en los hatos y corrales fue el hito más importante en el proceso de disolución de la hacienda ganadera en Cuba Occidental. Se inició un proceso sostenido de demolición de hatos y corrales, que se mantuvo hasta principios del siglo XIX. Llegado el año 1778, en la región occidental de Cuba se contabilizaron 648 haciendas ganaderas, junto a 4.547 minifundios agrarios mercantiles y 182 ingenios de azúcar.
En cambio, en el centro-oriente de Cuba, los grandes latifundios ganaderos explotados en forma extensiva y produciendo para un mercado local, se mantuvieron preponderantes hasta avanzado el siglo XVIII y los productos exportables, como el tabaco o la caña de azúcar penetraron muy lentamente en la región. En cambio, suministraban ganado mayor en pie y carne salada a las islas azucareras del Caribe y a la propia región habanera. A fines del siglo XVIII y comienzos del XIX tuvieron particular desarrollo en el oriente cubano los cultivos de café, bajo la influencia de los inmigrantes franceses y españoles provenientes de La Española.
En algunos lugares, como en Santo Domingo, el fin del colonialismo significó la fragmentación de las grandes plantaciones en miríadas de pequeños minifundios de subsistencia, una revolución agraria.

### En la Capitanía General de Guatemala
En Guatemala, se formaron haciendas principalmente en el oriente y en Santiago de Guatemala adquirieron cierta importancia durante el siglo XVII. Principalmente producían el trigo, que los indios no cultivaban, para abastecer a esa ciudad. En 1671, estas haciendas trigueras ocupaban la mitad de la fuerza de trabajo de los indios tributarios del «Corregimiento del Valle de Guatemala». A principios del siglo XVIII, varias de estas haciendas paralizaron sus faenas, dado que los indios de la zona habían comenzado a producir trigo, abasteciendo a la ciudad. En el occidente de Guatemala casi no existieron haciendas y la producción de los pueblos de indios era la dominante y su explotación se realizaba a través de tributos, repartimientos de mercancías y del sistema de las «cofradías», organizaciones comunitarias de motivación religiosa.
En El Salvador, región en la que se concentró la producción de añil en la época colonial, este producto fue cultivado en numerosas haciendas. En 1770, en San Salvador y Sonsonate existían en total 578 haciendas, mientras que en toda Guatemala existían solo 344. Las haciendas añileras siempre utilizaron mano de obra indígena. La prohibición inicial de utilizar a los indios en las haciendas fue levantada en 1738 y para 1756 ya existen noticias sobre el repartimiento de indios utilizado por los miembros del Cabildo de San Salvador, que eran los grandes hacendados del añil. En El Salvador, las haciendas añileras produjeron la disolución de los «pueblos de indios», cuyos habitantes, agobiados por la carga de los tributos y la pérdida de tierras, se fueron viendo obligados a buscar refugio en las haciendas. A fines del siglo XVIII, en El Salvador la población ya era mayoritariamente mestiza y española, a diferencia del caso de Guatemala, donde el repartimiento de indios y la hacienda fueron más bien la excepción, y se mantuvieron como principales formas de explotación los tributos, la repartición de mercancías e hilados, así como las cofradías.
En Costa Rica, entre los siglos XVII, XVIII y la primera mitad del siglo XX, aparte de las plantaciones de cacao de la zona atlántica y de las tabacaleras del Valle Central, imperaron las haciendas ganaderas en el noreste pacífico (Guanacaste, por ejemplo la Hacienda Santa Rosa) y en menor medida en el propio Valle.
En Nicaragua, las haciendas ganaderas se extendieron, a partir de los antiguos centros de León y Granada, por la franja costera del Pacífico y alrededor del Lago de Nicaragua.

### En el Virreinato de Nueva Granada
Al igual que en otras regiones del imperio español, también en Nueva Granada la institución de la encomienda se fue debilitando por la creciente escasez de indígenas a su disposición, pero los encomenderos siguieron en posesión de las tierras asignadas. Un aumento de la tasa de crecimiento de la población trabajadora a partir de mediados del siglo XVII gatilló la aceleración del desarrollo de las grandes haciendas. Los mestizos, plenamente adaptados al medio ambiente de la ocupación española, no eran tributarios, ya que no se los catalogaba como indígenas, por lo que podían establecer tratos con los estancieros como «vivientes», o incluso hacerse campesinos independientes, como arrendatarios u ocupantes de las mismas. De esta manera, la población trabajadora de Nueva Granada se integró paso a paso a la cultura criolla, a diferencia de lo que ocurría en otras regiones, donde subsistían grandes poblaciones indígenas económicamente independientes y que hasta se rehusaban a hablar español.

Los hacenderos contratos verbales y privados con sus arrendatarios, por los que se le concedía al campesino una parcela y se le adelantaba algún dinero y raciones, con lo que quedaba obligado a trabajar ya endeudado por un pequeño jornal, cuyo monto solía ajustarse al precio de las necesidades que este debía surtir fuera de la hacienda. Los arrendatarios, que recibieron variadas denominaciones alternativas como «agregados», «concertados», «inquilinos», «vivientes» o «terrajeros», satisfacían la mayor parte de sus necesidades de la parcela asignada, en la que ellos y sus familias podían trabajar cierto tiempo a la semana, mientras que otras se surtían sobre la base de raciones y suministros de la propia producción de la hacienda.
La agricultura indígena proveía productos que la hacienda no producía y la mano de obra disponible se veía engrosada por los esclavos que, aunque en su mayoría trabajaban en las explotaciones mineras, también cubrían la fuerza de trabajo dedicada a proveer los alimentos para las cuadrillas de esclavos mineros.

### En la Capitanía General de Venezuela
La Venezuela colonial no tuvo un producto central que vertebrara su economía. Su colonización fue llevada a cabo por una empresa privada, la de los Welser, banqueros alemanes de Augsburgo que recibieron el país en prenda de parte de la Corona española, los que sin embargo se retiraron hacia 1545, año en el que también aquí la esclavitud indígena se reemplazó por el sistema de la encomienda, la que en Venezuela subsistió hasta el siglo XVIII. Durante el siglo XVI, en la región se importaron relativamente pocos esclavos africanos. El siglo XVII estuvo caracterizado por la ganadería y la explotación de cueros y sebos, que se realizaban «con relaciones serviles de producción combinadas con un esclavismo patriarcal y con un incipiente régimen de salario». El 90% de la fuerza de trabajo estaba constituida por jornaleros, peones, sirvientes, manumisos e indios, que devengaban un salario, generalmente en especies.
En este siglo se inició el paso de la agricultura venezolana a una economía de plantaciones, al empezar el cultivo del tabaco y del cacao. En el siglo XVIII, las exportaciones de cacao y de otros productos de la economía de plantaciones se habían transformado en la actividad económica más importante, desplazando el centro de la sociedad del campo a la ciudad. Las plantaciones de cacao se operaban ya básicamente por medio fuerza de trabajo esclava, con casos subordinados de peones asalariados. Los empresarios de cacao resolvían la alimentación de los esclavos al asignarles un conuco para que cultivaran alimentos y se reprodujeran a sí mismos como fuerza de trabajo, lo que por períodos les permitía a estos incluso obtener un pequeño excedente. en el siglo XVIII florecieron además plantaciones de café, tabaco, algodón, añil y azúcar. Paralelamente seguían existiendo actividades ganaderas en las zonas más remotas de los Llanos, de poca conexión con el resto de la región, que conformaban la «sociedad hatera».
En resumen, en Venezuela surgió la plantación en forma paralela e independiente de lo que allí se llamó «hato» o en otras regiones «estancia» (ganadera) y el trabajo agrícola asalariado, aunque primitivo, apareció relativamente temprano. Los jesuitas, artífices en otras regiones de la solución denominada «hacienda» a la crisis de la explotación extensiva tipo «estancia», en Venezuela se concentraron en los sectores interiores de la cuenca del Orinoco y en la cuestión indígena. Las tres circunscripciones territoriales, en las que la Compañía de Jesús organizó sus misiones en el oriente de Nueva Granada, estaban cada una ligadas a una gran hacienda principal, en la que residía el correspondiente procurador, aparte de otras propiedades de importancia secundaria. Se trataba, en todos los casos, de explotaciones ganaderas, con ciertos cultivos tales como la caña de azúcar, en las que trabajaba la abundante mano de obra indígena de los pueblos misionales, además de indígenas forasteros y trabajadores no indígenas, con los que se establecían contratos anuales:
- La misión de los llanos de Casanare, ligada a la gran hacienda de «Caribabare», con sus 450.000 hectáreas y 16.000 vacas,
- la misión del Río Meta, ligada a la hacienda de «Cravo», así como
- la misión del Río Orinoco, ligada a la hacienda de «Carichana», igualmente calificada de «hato».

### En la Presidencia de Quito
La Presidencia de Quito estuvo inicialmente subordinada al Virreinato del Perú y después del de Nueva Granada, coincidiendo con la jurisdicción de la Real Audiencia de Quito. Tal como en el resto del imperio colonial español, la institución económica inicialmente determinante aquí también fue la encomienda, que obligaba a los indígenas a la prestación de servicios personales, así como al pago de tributos en dinero y en especies. Esta institución fue siendo reemplazada por el repartimiento de indios, para el que, al igual que en el Perú se mantuvo la denominación original incaica de mita. Los «mitayos» trabajaban en la agricultura y también en los «obrajes», establecimientos manufactureros principalmente textiles y del cuero.
La propiedad de la tierra en esta región se conformó, tal como en otras, sobre la base de las mercedes de tierra, luego transformadas en propiedades definitivas a través de las «composiciones de tierras». Así, por ejemplo, entre los años 1583 y 1587 se otorgaron un total de 264 mercedes, con un total de unas 26 000 hectáreas de extensión.

### En el Virreinato del Perú
En la época colonial, el crecimiento externo de esta región corresponde en más de un 80% a sus exportaciones mineras, secundado por bienes no mineros, agrícolas, principalmente generados en las plantaciones. Esta actividad económica se concentra en los complejos de extracción minera (ciertamente en el Cerro Rico de Potosí, con su producción de plata, así como los insumos metalúrgicos auxiliares, como el del azogue de Huancavelica), así como en los centros urbanos en los que se gestionaba esa economía orientada al exterior. A la vez, las regiones que conformaban el Virreinato, entre las que se incluían áreas tan lejanas como Chile o la región del Río de la Plata, orientaron su actividad económica al abastecimiento de estos centros mineros y urbanos, no solo en lo referente a productos alimentarios, ganaderos y agrícolas, sino también a ciertas ramas de la producción manufacturera (textiles, muebles, carretas, recipientes) o la crianza de animales de monta y tiro. Las dinámicas del centro limeño y de los grandes yacimientos de Charcas y del sur peruano determinaron los cambios económicos en las zonas más periféricas del Virreinato.

#### En la Costa del Perú
Durante la primera mitad del siglo XVI y una vez agotado el tesoro transportable saqueado de Cajamarca y de Cuzco, la encomienda y las mercedes de tierra pasaron a ser las formas principales de recompensa por los servicios prestados a la conquista. Cabe señalar, eso si, que hasta 1550 aproximadamente la tierra prácticamente carecía de valor, a excepción de los terrenos ubicados cerca de los centros urbanos, particularmente de Lima. La «encomienda» le permitía al beneficiario recibir tributos y trabajo no recompensado de los indígenas asignados (su repartimiento de indios). Este sistema y su reemplazo por el de corregidores y el establecimiento de las reducciones de indios en la década de 1560 no alteraron la economía tradicional, sino solo la repartición de sus productos. Los niveles medios de la administración, curacas y «principales», seguían operando como antes de la llegada de los españoles. El trabajo forzoso se seguía designando por el mismo vocablo quechua de mita. El «corregidor», designado por la corona, junto con el sacerdote local, reemplazaban al antiguo encomendero y podían exigir todo el trabajo y su producto. Tal como en otras regiones, este sistema comenzó a ser objeto de una presión demográfica extrema: la disminución de la población indígena, ya sea por muerte o por alejamiento hacia zonas remotas, que en algunas regiones superó el 90% de la población previamente existente, la consiguiente escasez de mano de obra, la carestía de su sustituto consistente en esclavos de origen africano, además de la creciente afluencia de españoles no privilegiados, a los que había que abastecer con alimentos, así como darles una perspectiva económica. A partir de mediados del siglo XVI y más bien en oposición a la «encomienda» y sus modificaciones, se inicia entonces la inversión en empresas agrícolas, cuya concentración progresiva llevó de las «chacras» a las «haciendas».
Este proceso se inició con la introducción, primero, de la crianza de ganado ovino, vacuno, capruno y porcino en los valles costeros, orientada al abastecimiento de los centros urbanos, seguida de cultivos de trigo y maíz con el mismo destino. Aquí comenzó a regir la asignación de mano de obra indígena a empresarios no encomenderos, siempre bajo el nombre de «mita», por medio de cuotas muchas veces cubiertas por trabajadores provenientes de zonas alejadas y solamente complementadas por recursos locales. En la segunda mitad del siglo XVI, las tierras circundantes solían repartirse entre los fundadores de las nuevas «villas» y la forma casi exclusiva de la concentración de la propiedad de la tierra fue mediante la compra, ya sea de españoles, de indígenas o de la propia corona. Esta concentración se realizó a costa de los pequeños propietarios españoles, así como de propietarios y comunidades indígenas. Cabe señalar que, como consecuencia de los cambios demográficos ya mencionados, los indígenas muchas veces disponían de extensiones de tierras que no alcanzaban a explotar, por lo que muchas veces procedían a darlas en arriendo o venderlas a los grandes empresarios agrícolas de la zona. Cuando esto no ocurría, las autoridades coloniales organizaban subastas de estas tierras «baldías». El título de «vecino» de una «villa» valía poco si no se contaba con mano de obra asignada y esta última era cada vez más escasa. La cercanía a los mercados, particularmente a la ciudad de Lima, o cultivos particularmente rentables, como el de la uva en Ica, permitieron que algunos propietarios realizaran las voluminosas inversiones que significaba la compra de esclavos africanos. Entre estos se destacó la Compañía de Jesús, que en sus propiedades de la costa peruana se dedicó especialmente al cultivo de la vid y la fabricación de aguardientes, donde la producción de Ica y Pisco se canalizaba hacia Lima y a la minería del centro del Perú, como la de Cerro de Pasco, mientras que la producción de las regiones sureñas de Arequipa y Moquegua se destinaba preferencialmente a la minería del Alto Perú.
En la Costa del Perú, una región sin lluvias, las grandes haciendas se formaron en el contexto de la usurpación del agua. En la época incaica había habido una distribución justa del riego en los valles, con autoridades especiales dedicadas al asunto. Si bien el régimen colonial español introdujo un sistema nuevo de medición y asignación del riego, los grandes propietarios usaron el agua disponible a su antojo, privando a los demás en forma abusiva. El agua ya no llegaba a las tierras de los que no tenían influencias y menos aún a las de los indios, con lo que los pequeños agricultores fueron absorbidos por la gran propiedad, puesto que para obtener agua debían pagar un canon, convertirse en arrenderos o «cuartaparteros» y finalmente en semi-siervos, llamados «yanaconas» en el Perú, por la similitud de este régimen a la servidumbre incaica.
La explotación de las haciendas era dirigida ya sea personalmente por su propietario, o bien por un administrador, pagado con parte de la cosecha; podía formarse una compañía para la explotación del predio, o bien darse las tierras en arriendo. Los propietarios no solían efectuar la supervisión directa de las labores, sino que delegaban esta función en un «mayordomo», muchas veces negro o mulato. Aparte del personal especializado contratado y, posiblemente, de esclavos, en las épocas de mayor necesidad de mano de obra las haciendas empleaban la fuerza de trabajo de los arrenderos de pequeñas parcelas, con los que también celebraban tratos de «medianería». En la primera mitad del siglo XVII, la sustitución de la economía tradicional heredada de tiempos incásicos por el sistema de la hacienda colonial ya se había completado.

#### En la Sierra del Perú
José Carlos Mariátegui subrayaba la «diferencia orgánica fundamental» que existió entre el régimen feudal o semifeudal de la sierra peruana y el régimen capitalista de la costa. Esa diferencia sin duda existió, aunque tanto antes como después había sido interpretada en términos de una oposición entre una «encomienda» (feudal) y una «hacienda» (capitalista), o entre una encomienda esencialmente precapitalista con rasgos capitalistas y una hacienda esencialmente capitalista corrompida por rasgos feudales. Esta diferencia se originó por el rápido despoblamiento de los valles costeros, ya sea por las guerras y el exterminio en el trabajo, como también por migración de la población indígena hacia el interior. La magnitud de este despoblamiento, que afectó también al norte del Perú, sugiere asociar con él la cristalización del sistema económico colonial durante la segunda mitad del siglo XVI. Como consecuencia de la dispersión de la población en las serranías, el impacto de los factores determinantes del despoblamiento fue menor, llegando aun así a un 50-60%.
A mediados del siglo XVII, las tierras colectivas y ancestrales de los indígenas habían sido convertidas en propiedad privada de sus dominadores coloniales y su trabajo colectivo en prestaciones serviles, lo que señalaba un cambio en el modelo de dominación, donde se consolidaba un nuevo sistema de relaciones económicas en el campo, que vino a retratarse en la consolidación de la hacienda. Las haciendas andinas, aunque muchas veces bajo otras denominaciones («granjerías», «estancias»), se establecieron mayoritariamente en la época colonial, bajo alguno de los siguientes mecanismos:
- repartimientos de tierras, mercedes cedidas a perpetuidad, cuyos beneficiarios fueron principalmente los antiguos conquistadores y los monasterios;
- creación de establecimientos de producción agropecuaria, por la vía de mercedes otorgadas por cabildos o virreyes a encomenderos y otras personas, con el objetivo de asegurar el abastecimiento de los centros poblados y las faenas mineras;
- ocupaciones de tierras baldías, para las que el ocupante luego solicitaba «amparo», prometiendo entregas en dinero o especies a la corona;
- ventas de tierras por la corona, en particular, tierras despobladas por efecto de epidemias o de la fuga de sus habitantes originales;
- compra o usurpación de tierras de las comunidades indígenas;
- adquisición de tierras por la vía de uniones conyugales de españoles con hijas de indígenas, en especial de caciques;
- granjerías de producción de coca en el margen oriental;

Entre los nuevos propietarios se contaban españoles, mestizos e indígenas acomodados, particularmente curacas. Varios factores concurrieron, bajo estas circunstancias, para dar origen a la transformación económica de lo que había sido la sociedad indígena tradicional en una sociedad campesina:
- las reducciones indígenas (o pueblos de indios), que conllevaron la recreación de las comunidades locales;
- el cambio de carácter del tributo, otrora expresión de lealtades recíprocas entre el señorío del curaca y sus dependientes, en imposición económica pura y simple;
- el cambio del mercado, que pasó de una extracción de bienes creados étnicamente para actuar como mercancía fuera de la sociedad campesina indígena, a un sistema en donde las empresas coloniales comenzaron a hacer producir por y a venderles a los propios campesinos.

Estas características propias de la transformación de la sociedad indígena confluyeron con las particularidades físicas del área andina, para dar origen al proceso de formación de la hacienda serrana. Entre estos factores se cuentan:
- la necesidad de expandir y abarcar los escasos terrenos planos e irrigados, productores de granos para el mercado;
- la tendencia a abarcar terrenos adyacentes en las quebradas afluentes a los grandes ríos, a fin de acercarse al objetivo del autoabastecimiento;
- el acceso y acoso a la fuerza de trabajo, en circunstancias de la crisis creciente de la mita agraria, que llevó a los empresarios agrícolas a establecer a sus yanaconas en el terreno mismo de la empresa, asignándoles una pequeña parcela con la que alimentar a su familia (lo que de paso aumentaba la demanda de terrenos y agudizaba la expropiación de las superficies comunitarias), pasando estos a pagar su tributo en trabajo, a través de los respectivos hacendados.

#### En la Capitanía General de Chile
La economía agrícola en esta Capitanía General, que de hecho se reducía a parte de lo que hoy se conoce como la Zona Central, estuvo determinada por la conversión del Virreinato del Perú en gran productor de metales preciosos. Desde Chile se enviaban productos ganaderos al Perú, lo que llevó a un desarrollo de la gran propiedad y a la búsqueda de nuevos sistemas laborales para sustituir el sistema de encomiendas. El nuevo sistema laboral se llevó a cabo por medio de la esclavitud de los indios prisioneros de la guerra de Arauco, el traslado de indios huarpes desde la provincia de Cuyo y la importación de esclavos negros, aunque estos nunca tuvieron gran relevancia económica debido a su alto costo.
En 1687, una grave crisis agrícola en la costa del Perú llevó a una crecida demanda de alimentos, que llevó al envío de trigo desde Chile. La estancias ganaderas fueron progresivamente transformadas a haciendas cerealeras y la exportación de cereales pasó a ser el rubro más importante de la economía chilena. La precaria estructura laboral del siglo XVII dio paso a un nuevo sistema de relaciones sociales, centrado en grandes haciendas. Este proceso fue reforzado por la fundación de ciudades y por la expulsión de los jesuitas, que dejó en manos de la elite criolla las mejores haciendas, las más ricas del país.
El descenso de la población indígena y el predominio demográfico de los mestizos libres llevaron a que las haciendas buscaran integrarlos a través del sistema de inquilinaje. Sin embargo, durante todo el siglo XVIII subsistió una importante población flotante de vagabundos que trabajaban ocasionalmente como peones de temporada (peonaje).
Durante el siglo XVIII, el último siglo colonial, se sentaron las bases del gran latifundio que fue característico del campo chileno a partir de la Independencia, y que dejó profundas huellas en la sociedad chilena hasta la actualidad.

#### En la Gobernación del Tucumán
En Córdoba de Nueva Andalucía, la estancia de fines del siglo XVI era apenas un área de pastoreo de ganado con propietario español. A partir del siglo XVII se fue delineando en la zona un establecimiento de características agropecuarias mixtas, con diversos tipos de producción ganadera, a veces producción agrícola para el mercado local o la autosubsistencia, así como en algunos casos actividades manufactureras textiles, cordobanes, carretas y otras. El término de «hacienda» no aparece en la documentación colonial de Córdoba hasta fines del siglo XVII, en que se empieza a utilizarse como sinónimo de «estancia». La extensión de las mercedes otorgadas para estancias solía ser más pequeña en las planicies y en la cercanía de la ciudad, mientras que era mayor en las zonas más alejadas y accidentadas. Las dimensiones de las propiedades fueron variando en el tiempo por efecto de subdivisiones por sucesiones o ventas, así como ampliaciones por medio de compras o permutas. Entre las actividades agrícolas de la región destacaban el ganado ovino, la cría y engorda de mulas, así como un tipo de estancia mixta, en la que se combinaba la producción de mulares con la de otros ganados, así como de bienes agrícolas, como trigo y maíz. La producción de mulares se realizaba primordialmente para los mercados de Potosí y del Alto Perú, aunque también existían relaciones comerciales con otras regiones del Tucumán y del Río de la Plata.

#### En la Gobernación del Paraguay
La Gobernación del Río de la Plata y del Paraguay dependió originalmente del Virreinato del Perú y a comienzos del siglo XVII se dividió en la «Gobernación del Guayrá», conocida luego como Gobernación del Paraguay con capital Asunción, y la Gobernación del Río de la Plata con capital en Buenos Aires.
Durante el siglo XVI, la integración del Paraguay al espacio económico del Virreinato del Perú estaba determinada por su aislamiento, ocasionado a su vez por el alto costo de los fletes terrestres y fluviales, las dificultades de los arreos y la competencia de los azúcares del Brasil y los vinos cuyanos. Así se determinaba su ubicación en el margen de lo que se ha propuesto para esa época como un «espacio peruano», una marginalidad, a la que se agregaba el carácter escasamente determinado de la frontera entre los dominios españoles y portugueses en la zona. Para comienzos del siglo XVII, alrededor de Asunción se cuentan más de 200 trapiches azucareros, cuya producción ya baja por el Paraná y en parte sigue por tierra hacia Córdoba, Tucumán y Cuyo. En la primera mitad del siglo XVII también cobra importancia la exportación de tabaco paraguayo al territorio argentino. Sin embargo, mientras el tabaco y el azúcar apenas sostienen la conexión con Buenos Aires y Tucumán, la yerba mate se convierte en la mercancía que enlaza al Paraguay con el conjunto del espacio peruano y llega a captar tan distintos y distantes mercados, como toda Argentina, Chile, el Alto Perú y hasta llega por mar al Callao y a Panamá. A la vez, el algodón de origen paraguayo comenzó a competir con el de las numerosas otras regiones algodoneras del Virreinato.
Otra particularidad del Paraguay fue la relativa debilidad de los sectores privilegiados en comparación con otras regiones del sistema colonial español, así como, por lo mismo, el desarrollo pronunciado del mestizaje. A diferencia del resto de América Latina, en Paraguay prevaleció la estructura económica impuesta por las misiones jesuíticas. Durante los siglos XVII y XVIII, los eclesiásticos de la Compañía de Jesús lograron establecer una hegemonía casi completa sobre la economía agropecuaria y el comercio de la región, por los sistemas de trabajo que implantaron y los favores que recibieron del estado colonial.
La idea de «reducir» indios, es decir, de juntarlos en pueblos de indios, se remonta a los inicios de la conquista. Las reducciones surgieron como proyecto político de integración de los indígenas al sistema colonial, proyecto en el que las órdenes religiosas jugaron un papel particularmente importante. La reducción también era vista como un excelente método misional: se conseguía «reducir» la confrontación y el conflicto, tanto militar como social, que oponía a indios y españoles. Las primeras reducciones indígenas del Paraguay no fueron jesuitas sino franciscanas, se instalaron en las cercanías de las ciudades españolas y sus indios estaban encomendados a los vecinos; permitieron tanto la evangelización de los indios como también su sujeción a la encomienda, en convivencia con el sistema encomendero. Aunque las reducciones jesuitas se inscriben en el mismo contexto histórico, exhiben una diferencia significativa de intención. Para los primeros padres, la reducción es un lugar de protección contra la encomienda y cualquier forma de esclavitud. Según los jesuitas se trata de construir para los indios un espacio independiente de la encomienda, lo que implicaba «que los pueblos debían estar aislados de los españoles y lejos de sus rutas, que debían generar su propio sustento y así pagar el tributo directamente a la corona, y que las misiones debían formarse con indios no empadronados por los encomenderos». En ese sentido, las misiones fueron el espacio ideal para la reproducción de la fuerza de trabajo indígena, por lo que sus relaciones con encomenderos y funcionarios no siempre fueron amistosas. Al momento de su expulsión, los jesuitas contaban con 11 colegios y 6 residencias, que se financiaban por más de 50 haciendas y alrededor de 20 chacras, donde además había aproximadamente 4.585 esclavos de origen africano. Como en otras regiones, las haciendas jesuíticas eran «unidades casi autosuficientes, o de producción diversificada, con talleres de carpintería, telares, herrería y en algunos casos de fabricación de cerámicas. Pero también tuvieron ciertas inclinaciones a la especialización».
El sistema económico de la hacienda jesuítica en su forma de «misión guaraní» consistió en una dirección rígida y detallada de todas las actividades por los religiosos a cargo, aparejada con una eficaz combinación de la propiedad familiar (el «abambaé», destinado a la reproducción de la fuerza de trabajo), con la propiedad supuestamente colectiva (el «tupambaé» o propiedad de dios), en la que los indígenas integrantes de la misión debían trabajar parte de la semana y sobre cuyo producto los religiosos a cargo disponían en forma prácticamente arbitraria. Aunque arraigada y justificada de manera distinta, para todos los fines prácticos la misión jesuítica coincide, entonces, con lo que ha descrito bajo entradas como inquilinaje y peonaje, con más o menos elementos feudales accesorios, como el hecho de que sus habitantes solían buscar allí también refugio contra los bandeirantes, cazadores de esclavos lusitanos.
Los hacendados paraguayos habían visto entorpecido su crecimiento económico por la hegemonía jesuita, por lo que se aliaron con el pueblo común, dando lugar a las insurrecciones de los comuneros entre 1721 y 1730. Aunque estas sublevaciones fracasaron, en 1767 la orden de los jesuitas fue expulsada de los dominios españoles y la administración de las antiguas Misiones se entregó a funcionarios de la Corona o religiosos de otras órdenes. Estos centros productivos, sin la disciplina y los sistemas de explotación de los jesuitas, sujetos a celosa intromisión gubernamental, disminuyeron rápidamente en su tradicional rentabilidad, ocasionando la decadencia de las Misiones. Los latifundistas criollos, que habían estado en franca desventaja económica frente a los religiosos, comenzaron a fortalecerse como clase social, adquiriendo en el comercio exterior, y también en lo interno, el papel que hasta ese entonces habían desempeñado los religiosos. Pero este crecimiento no fue absoluto, pues los gobernadores provinciales gozaron de cierta autonomía que les permitió distribuir algunas tierras, proliferando las pequeñas propiedades o chacras.
En el Paraguay colonial se combinaron varios modos de producción, desde la esclavitud de afroamericanos e indígenas y las formas semi esclavistas (reducciones y encomiendas), pasando por formas feudales hasta el mercantilismo capitalista de las oligarquías comerciales y de los propios jesuitas que controlaban una gran parte del comercio exterior. En el caso de Paraguay, las reducciones jesuíticas también fueron una forma de acumulación primitiva, ya que también despojaban al indio de la propiedad de la tierra, su principal medio de producción. Sin embargo, la acumulación jesuítica no sirvió para la constitución de una clase hegemónica, sino que la debilitó.

### En el Virreinato del Río de La Plata

El virreinato del Río de la Plata en 1783.

#### En el actual litoral argentino
Mientras en las actuales provincias de la Mesopotamia argentina, es decir, en Misiones, Corrientes y Entre Ríos, así como en la ribera occidental del Río Paraná, en Formosa, en el Chaco y en Santa Fe, el desarrollo agrícola colonial exhibió rasgos similares a lo descrito para el Paraguay, como también del patrón que se describirá para Buenos Aires.
Estas regiones estuvieron marcadas por la presencia de las misiones de órdenes religiosas, principalmente jesuitas, pero en parte también de mercedarios y franciscanos. Por otra parte, la economía ganadera estuvo caracterizada durante gran parte del período colonial por las existencias de ganado cimarrón, cuyas «recogidas y matanzas del ganado cimarrón se realizaban por medio de las 'vaquerías'. Las recogidas se hacían para proveer a las estancias de ganado, que se 'aquerenciaba', o sea que se amansaba, y las matanzas para aprovechar el cuero, una parte de la carne, el sebo, la grasa y las cerdas, que en su casi totalidad eran vendidos».
La misión jesuita de la Reducción de Yapeyú, ubicada en Provincia de Corrientes, a orillas del Río Uruguay, ha sido descrita en este sentido. Este pueblo de indios consistía de una comunidad aldeana, caracterizada por una acentuada división del trabajo, con diversos oficios de artesanos. La comunidad era dirigida por un sacerdote, el «padre», que aparecía como organizador de la producción. Por cumplir esta función, el padre y por medio de él la Compañía, se apropiaban del excedente generado. El usufructo de la tierra estaba reservado a los miembros de la comunidad. En este tipo de organización de la producción, el «trabajo necesario» y el «trabajo excedente» no coincidían ni temporal-, ni espacialmente. Los productores directos trabajaban en el «abambaé» (tierra del hombre) unos días a la semana, y otros días en el «tupambaé» (tierra de dios). El cumplimiento de esta separación suponía la existencia de «coacción extraeconómica», consistente tanto en las «cadenas invisibles», de carácter religioso, como en la violencia pura y simple, propia de la época. El excedente de producción se destinaba al final al consumo de los productores directos para el caso de los artículos que excedían las posibilidades del trabajo individual, mientras que en su mayor parte se destinaban a la venta fuera de la comunidad. Esta comercialización corría a cargo de la Compañía y se realizaba a través de los centros urbanos, por medio de redes comerciales que permitían llegar a Asunción, Santa Fe, Buenos Aires y también a centros tan remotos como Lima o Quito, para el caso de la yerba mate.
En el momento de la expulsión de la orden, en 1768, existían en Yapeyú más de veinte estancias y otros tantos «puestos», unidades de producción pecuaria algo más pequeñas y dependientes. En las estancias no solo se desarrollaban las tareas de la cría y el cuidado de diversas especies de animales de rodeo, sino que, fuera de las épocas de las grandes labores relacionadas con el ganado, la preocupación se orientaba a las siembras de trigo, maíz y cebada. También aquí, la ganadería en el marco de la estancia como institución estable no se desarrolló hasta que se hubieran agotado las grandes reservas de ganado salvaje, ahora llamadas «faenas», aunque con la partida de los jesuitas las batidas de caza de ganado cimarrón volvieron a tomar auge, por la dispersión de animales pertenecientes al pueblo de Yapeyú en los años inmediatos a la expulsión. En este contexto, la estructura comunitaria se disolvió con rapidez y los indígenas del pueblo comenzaron a migrar hacia las faenas y de allí a las estancias de Corrientes, Entre Ríos, Santa Fe o de la Banda Oriental, ávidas de mano de obra.

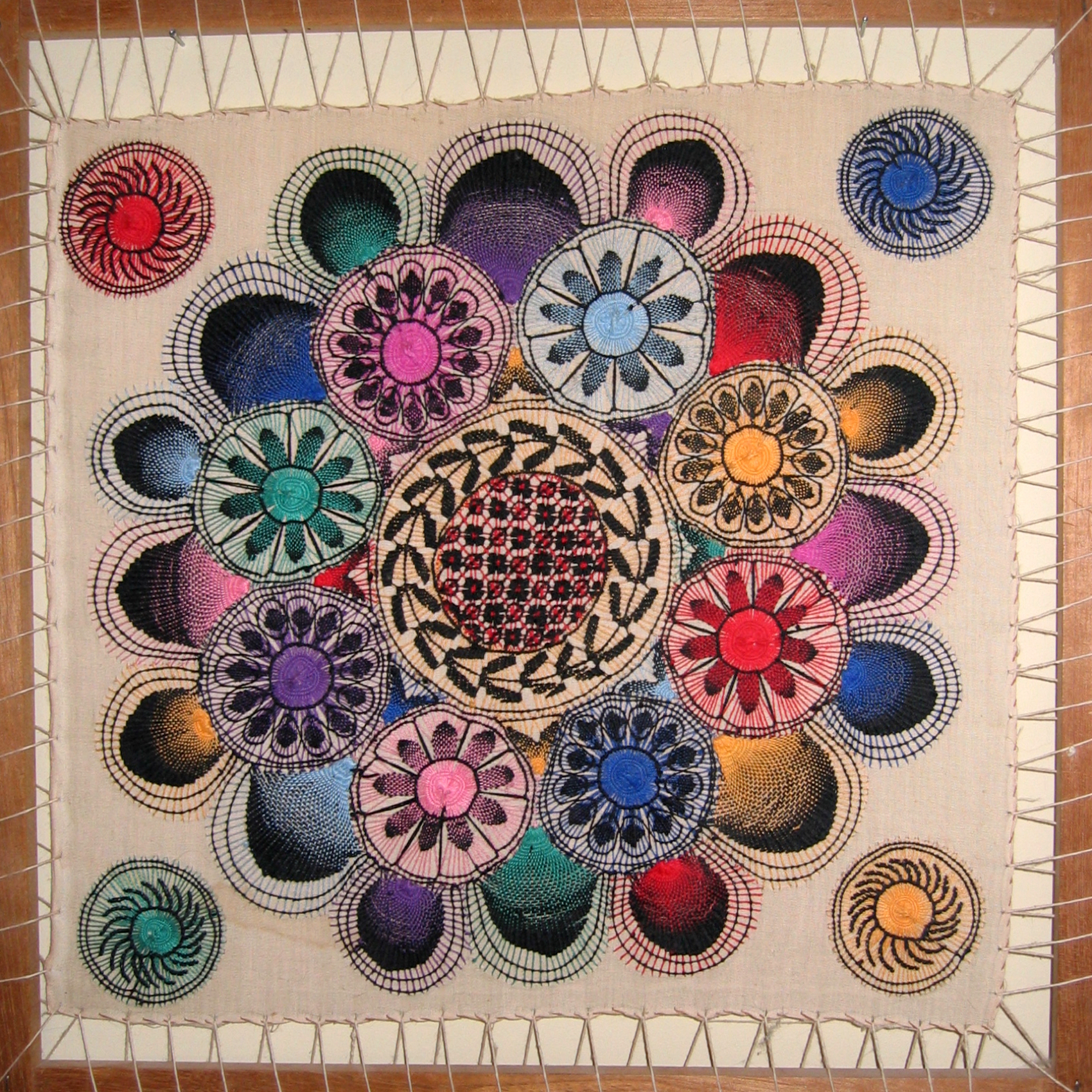
Ñandutí

Aparte de las actividades ganaderas, en la reducción se realizaban diversas actividades artesanales, entre las que se destacaba el tejido, con el hilado tanto de algodón como de lana, del que estaban encargadas las indias adultas de la comunidad, repartidas por las instancias y puestos. Los ovillos eran llevados al pueblo, donde los tejedores se turnaban en los telares para confeccionar las piezas encargadas, disponiendo de unos días, entre pieza y pieza, para procurarse el sustento en la chacra que se le había asignado como «abambaé». Aparte del tejido, existían otros oficios, como por ejemplo los herreros que confeccionaban herramientas, los plateros dedicados al adorno de iglesias y capillas, carpinteros y calafates, constructores de carretas y embarcaciones, con los que los religiosos desarrollaban no solo el comercio, sino también el negocio de fletes.

#### En el actual litoral uruguayo
La gran estancia de Yapeyú en la banda oriental del río Uruguay, estaba ligada al Pueblo de Yapeyú.

Se establecieron puestos en la banda oriental, sobre la costa del río Queguay, el más importante fue la Estancia San Juan Bautista que ya aparece en mapas de 1702.

A partir del acuerdo de la Concordia de 1722, entre las misiones y el Gobierno de Buenos Aires, se fijaron los derechos para vaquear hasta el río Negro, que en la práctica, se extendió hasta el río Yi, lo que motivó posteriores disputas con el Cabildo de Montevideo.

Debido a que se hallaba en el área limítrofe entre la nación guaraní y los pueblos nómadas del grupo charrúa (yaros, bohanes, guenoas) la misión incorporó elementos multiétnicos, incluyendo indígenas desplazados de áreas hoy pertenecientes al Brasil (tapes) y guaraníes de las islas del delta del río Paraná (chandules).

Al ser expulsados los jesuitas en 1768 pasó a ser controlada por los dominicos, siendo secularizado su gobierno político.

#### En la región de Buenos Aires
Hasta la creación del Virreinato del Río de La Plata en 1776, la Gobernación del Río de la Plata formó parte del Virreinato del Perú comandado desde la lejana Lima. La Corona española, en su afán de controlar los flujos de mercancías desde y hacia su imperio americano, aparte de prohibir el comercio de sus colonias con otras naciones y regiones, designó a Lima como la única ciudad habilitada para comerciar con España en el siglo XVI. Esta decisión postergó en doscientos años el desarrollo de la región de Buenos Aires.
Durante el siglo XVII se produjo en la campaña de Buenos Aires una enorme proliferación del ganado introducido en la zona durante su primera ocupación, a partir de 1516 y hasta 1541. En lo que fue la Frontera indígena sur del Virreinato del Río de la Plata, básicamente al sur del Río Salado, estas existencias fueron aprovechadas por los habitantes españoles e indígenas, tanto para su sustento, como su venta a los compradores de ganado del sur de Chile. En el mapa se pueden apreciar las dimensiones del territorio bajo control indígena y el rol de la Araucanía en el suministro de ganado en pie al «Virreinato del Perú». 
El sistema de explotación de las «vaquerías» consistió en la caza del ganado cimarrón y su aplicación desmedida llevó a que, a comienzos del siglo XVIII, los rebaños cimarrones dispersos escasearan. Como solución a este problema, la concentración del ganado en zonas donde fuera factible su cuidado dio origen al desarrollo de la estancia colonial, que hasta esos momentos no había revestido mucha importancia. Durante el resto del siglo XVIII, las regiones ganaderas más importantes del Río de la Plata serían la Banda Oriental y Entre Ríos, mientras que la región bonaerense se limitaba al suministro del Buenos Aires. Tal como en otros lugares de los dominios coloniales españoles, los registros contables de una estancia en poder de la orden religiosa betlemita ofrecieron la oportunidad de lograr una imagen más completa de las características de estos predios. En este caso, la mano de obra estaba compuesta principalmente por esclavos, aunque prácticamente sin reproducción de los mismos. Los trabajadores asalariados, no siempre y no totalmente pagados en dinero, desempeñaban un rol más bien complementario. La estancia se dedicaba a la cría de vacunos y mulares. Mientras la producción de cueros, grasa y sebo se remitía a Buenos Aires, en el caso de las mulas, entre los compradores también se contaban cordobeses. Las ventas señalan claramente una especialización pecuaria, aunque, por otro lado, las escasas compras de cereales parecen indicar que una parte importante de las necesidades en trigo y maíz era cubierta localmente. Solo hacia fines del siglo XVIII, como consecuencia del cambio de las condiciones de comercialización derivado de las reformas borbónicas, la ganadería bonaerense adquirió importancia en un contexto exportador.
Hacia fines del período colonial, los estancieros bonaerenses no formaban un estamento homogéneo; algunos eran propietarios, otros arrendaban tierras ajenas o simplemente las ocupaban, o explotaban tierras fiscales. Las denominaciones de «estanciero», «criador» y también de «hacendado» se empleaban en forma indiferente. En 1789, un empadronamiento arrojaba para los partidos de Areco, Pilar y Magdalena, un total de 577 criadores, con un total de 375.000 hectáreas y cerca de 80.000 vacas.
| Éstas son las familias que con el nombre de arrendatarios o agregados se sitúan al abrigo de las haciendas de campo, que levantan una choza, y siembran una fanega de trigo, pero no se conchaban. No se ocupan de otra cosa, no pueden mantenerse y se sostienen del robo de los ganados de las haciendas vecinas. —Abelardo Levaggi |

La institución del «agregado» fue, desde el siglo XVIII, una institución característica de las pampas, basada en relaciones informales, consuetudinarias, entre el dueño de la tierra y el allegado. Se trataba de un caso típico de colonato, sistema por el que los terratenientes compensan parcial o totalmente a sus trabajadores con el usufructo de una pequeña parcela: tierra a cambio de trabajo. El agregado no recibía un salario. Tampoco su labor implicaba el pago de un arrendamiento, a diferencia de lo que se ha descrito como inquilinaje. Como esta relación no era contractual, duraban mientras duraba la voluntad y el interés del terrateniente. En cambio, el peón era conchabado, es decir, sujeto a un contrato, aunque primitivo, de asalariado. Además existía también el régimen de «arrendamiento» y entre estas tres formas de dependencia se daban frecuentes transiciones.
Entre los años iniciales de la independencia hispanoamericana y su consolidación alrededor de 1825, al sur del Río Salado surgió una nueva zona de latifundios ganaderos, enteramente dedicada a la exportación, que vino a complementar a las regiones pecuarias consolidadas de Entre Ríos y del Uruguay. Este cambio tuvo dos causas esenciales: el comercio libre, conquistado por la revolución de la independencia, y la crisis de la ganadería en «Entre Ríos» y la «Banda Oriental».
En Argentina una segunda economía, internacionalizada y basada en moneda, se desarrolló al margen de las haciendas, que se hundieron en la pobreza rural.

## El desenlace
En Sudamérica, la hacienda subsistió al colapso del sistema colonial a principios del siglo XIX y hasta la segunda mitad del siglo XX. En algunos países, como Chile, exhibieron una notoria estabilidad. Las reformas agrarias de mediados del siglo desembocaron finalmente en el capitalismo agrario.